# Ручьёвка
Ручьёвка — посёлок в Первомайском районе Оренбургской области. Входит в состав Ленинского сельсовета.

## География
Посёлок находится на расстоянии 35 км к северо-западу от посёлка Первомайский, административного центра района, и 306 км к северо-западу от города Оренбург, административного центра области.

### Часовой пояс
Посёлок Ручьёвка, как и вся Оренбургская область, находится в часовой зоне МСК+2. Смещение применяемого времени относительно UTC составляет +5:00.

## История
Посёлок образовался в годы коллективизации и именовался как ферма № 1, отделение № 1. В 1966 году Указом Президиума Верховного Совета РСФСР посёлку отделения № 1 совхоза «Ленинский» присовено наименование Ручьёвка.

## Население
| 2010 |
| ---- |
| 120  |